# 佐々木大光
佐々木 大光（ささき たいこう、2002年5月20日 - ）は、日本のアイドル、歌手、俳優。ジュニア内男性アイドルグループ・KEY TO LITのメンバー。
東京都出身。STARTO ENTERTAINMENT所属。

## 来歴
元々ダンスをやっており、同じダンスコンテストに出ていた髙橋海人が『ザ少年倶楽部』に出演しているのをたまたま観て「俺も入ってみようかな」と思い、ジャニーズ事務所に応募する。
2016年4月の舞台『ジャニーズ銀座2016』にはClassmate Jのメンバーとして出演する。
2018年2月に結成された7 MEN 侍のメンバーに選ばれる。
2022年6月、『学校の七不思議』で舞台初主演を務める。
2025年2月16日に7 MEN 侍が事実上の解散。ジュニア内新グループ・KEY TO LITの結成が発表され、メンバーに選ばれる。
2025年3月12日、主演舞台「LEGEND STAGE PRODUCE『ダッドシューズ 2025』」の公演中に膝を負傷して出演を休止し、翌13日以降の公演が全て中止となった。

## 人物
特技はドラムとダンスで、7 MEN 侍ではドラムを担当。ISLAND TV では無理難題に挑戦する「大光チャレンジ」というシリーズ企画を行っている。メンバーからは「狂犬」と呼ばれる。
趣味は「夢の国を楽しむ、知ること グッズを集めること、食べること」で、かねてからディズニー愛を公言している。好きなキャラクターは幼少期からくまのプーさん。

## 出演
個人での出演のみ記載。グループでの活動についてはClassmate J#出演および7 MEN 侍#出演を参照。

### バラエティ番組
- 痛快TV スカッとジャパン（フジテレビ）
  - 第233回 《あっという間スカッと》「ガラの悪い高校生たちがまさかの神対応」（2021年3月1日）[15][16]
  - 第265回 《胸きゅんスカッと》ファイナル「人生を変えたラストシーン」（2022年3月14日） - 安斎 役[17]

### テレビドラマ
- 恋の病と野郎組 Season 2 第9話（2022年3月22日〈21日深夜〉、日本テレビ） - アツシ 役[18]
- 束の間の一花（2022年10月18日 - 12月20日、日本テレビ） - 千田原大樹 役[19][20]
- 紅さすライフ 第9話（2023年9月19日、日本テレビ） - ダイキ 役[21]

### 舞台
- JOHNNYS' ALL STARS IsLAND（2016年12月3日 - 2017年1月24日、帝国劇場）[22]
- ABC座2020 オレたち応援屋!! On Stage（2020年10月3日 - 28日、日本青年館 ホール）[23]
- ミュージカル『SUPERHEROISM』（2020年3月23日[注釈 1]、品川プリンスホテルクラブeX） - ピーマン 役[25]
  - ミュージカル『SUPERHEROISM』（2021年6月18日 - 25日、日本青年館 ホール / 7月3・4日、COOL JAPAN PARK OSAKA WWホール） - ピーマン 役[26]
- ミュージカル「手紙」2022（2022年3月12日 - 27日、東京建物 Brillia HALL） - コータ 役[27]
- 学校の七不思議（2022年6月22日 - 7月5日、CBGKシブゲキ!!） - 主演・中村光 役[28]
- ミュージカル『GYPSY（英語版）』（2023年4月9日 - 30日、東京芸術劇場 プレイハウス / 5月4日 - 7日、森ノ宮ピロティホール / 5月12日 - 14日、刈谷市総合文化センターアイリス大ホール / 5月19日 - 21日、キャナルシティ劇場） - タルサ 役[29][30]
- フォーティンブラス（2024年3月1日 - 18日、紀伊國屋ホール / 3月23日・24日、AiiA 2.5 Theater Kobe） - 主演・羽沢武年 役[31][32]
- LEGEND STAGE PRODUCE『ダッドシューズ 2025』（2025年3月8日 - 12日[注釈 2]、ヒューリックホール東京） - 主演・若木翔 役[34]

### コンサート
- マイナビ サマステライブ2023 俺たちがミライだ!!（2023年8月16日、EX THEATER ROPPONGI） - PAISEN応援隊として出演[35][36]